# Oniscidae
Oniscidae es una familia de crustáceos isópodos. Sus 42 especies reconocidas son casi cosmopolitas, excepto zonas polares.

## Géneros
Se reconocen los 6 siguientes:
- Oniscus Linnaeus, 1758 (5 especies)
- Oroniscus Verhoeff, 1908 (11 especies)
- Phalloniscus Budde-Lund, 1908 (22 especies)
- Rabdoniscus Vandel, 1981 (1 especie)
- Rodoniscus Arcangeli, 1934 (1 especie)
- Sardoniscus Arcangeli, 1939 (2 especies)